# Florestas de várzea
As florestas de várzea caracterizam-se pela vazão constante dos rios, ou seja, pela entrada e saída de água das marés fluviais.
Elas crescem em terras planas, em altitudes geralmente inferiores a 1.000 m, embora a elevação possa variar. Tem uma grande diversidade de árvores frutíferas, atraindo animais especialmente adaptados para se alimentar com seus frutos.
Na Amazônia brasileira, apresenta cerca de 100 espécies vegetais por hectare, número menor do que na terra firme, mas com questões de endemismo e competição ainda pouco estudadas.